# Sveriges spelmanslåt
Sveriges spelmanslåt eller Låt-SM var en kompositionstävling för svensk folkmusik. Tävlingsdeltagarna skickar in bidrag som en jury får lyssna igenom och plocka ut ett tiotal finalbidrag. Finalen gick av stapeln under Bergsjöstämman i norra Hälsingland i juni.

## Förstapristagare
- 2003 – Jonas Olsson, Järvsö - Till Silje
- 2004 – Karin Hjelm, Delsbo - Gryning (polska)
- 2005 – Stefan Olsson, Ljusdal - Vresved
- 2006 – Leif Elving, Alfta och Falun - Spindeln
- 2007 – Sonny Blom, Härnösand/Malmö - Saras brudpolska
- 2008 – Görgen Antonsson, Vallsta - Bertil och Eiwors brudpolska
- 2009 – Emma Ahlberg, Sundsvall och Stockholm  - Sleipner (polska)
- 2010 – Görgen Antonsson, Vallsta - Johns polska (Polska)
- 2011 – Görgen Antonsson, Vallsta - Stortut (Vals)